# Сосновка (Лопатинский район)
Сосновка — село в Лопатинском районе Пензенской области России. Входит в состав Чардымского сельсовета.

## География
Село находится в юго-восточной части Пензенской области, в пределах Приволжской возвышенности, в лесостепной зоне, на левом берегу реки Узы, на расстоянии примерно 17 километров (по прямой) к северо-западу от села Лопатина, административного центра района. Абсолютная высота — 164 метра над уровнем моря.

### Климат
Климат характеризуется как умеренно континентальный, с тёплым летом и умеренно холодной зимой. Средняя температура воздуха самого холодного месяца (января) составляет −13,2 °C; самого тёплого месяца (июля) — 20 °C. Продолжительность периодов с температурой выше 0 °C — 208 дней, выше 5 °C — 170 дней, выше 10 °C — 136 дней. Годовое количество атмосферных осадков — 420—470 мм, из которых большая часть выпадает в тёплый период. Снежный покров держится в течение 131 дня.

### Часовой пояс
Село Сосновка, как и вся Пензенская область, находится в часовой зоне МСК (московское время). Смещение применяемого времени относительно UTC составляет +3:00.

## История
Основано в первой половине XIX в. как селение Мачкасской волости Петровского уезда Саратовской губернии. В 1877 г. – 133 двора. В 1911 г. – 231 двор, церковноприходская школа. В 1921 г. – в той же Мачкасской волости Петровского уезда, 230 дворов.
С 1928 года село являлось центром сельсовета Лопатинского района Вольского округа Нижне-Волжского края. В 1955 г. — в составе Бузовлевского сельсовета, бригада колхоза имени Булганина, в 1972 г. – отделение совхоза «Бузовлевский». В 2010 году Бузовлевский сельсовет упразднен, село вошло в состав Чардымского сельсовета. 

## Население
| 1859  | 1877 | 1884  | 1897  | 1911  | 1914  | 1921  |
| ----- | ---- | ----- | ----- | ----- | ----- | ----- |
| 917   | ↗966 | ↗1026 | ↗1093 | ↗1528 | ↗1801 | ↘1700 |
| 1926  | 1939 | 1959  | 1979  | 1989  | 1996  | 2002  |
| ↘1224 | ↘683 | ↘556  | ↘308  | ↘203  | ↘170  | ↘150  |
| 2010  |      |       |       |       |       |       |
| ↘134  |      |       |       |       |       |       |

### Национальный состав
Согласно результатам переписи 2002 года, в национальной структуре населения мордва составляла 58 %, русские — 37 %.